# Leioproctus hirtipes
Leioproctus hirtipes är en biart som först beskrevs av Smith 1878.  Leioproctus hirtipes ingår i släktet Leioproctus och familjen korttungebin. Inga underarter finns listade i Catalogue of Life.